# Chi Thương truật
Chi Thương truật (danh pháp khoa học: Atractylodes) là một chi của khoảng 10-12 loài trong họ Cúc (Asteraceae).

## Các loài
- Atractylodes carlinoides (đồng nghĩa: Atractylis carlinoides): Ngạc tây thương truật
- Atractylodes chinensis (đồng nghĩa: Acarna chinensis): Thương truật
  - Atractylodes chinensis thứ liaotungensis (đồng nghĩa: Atractylis chinensis thứ liaotungensis)
  - Atractylodes chinensis thứ quinqueloba (đồng nghĩa: Atractylis chinensis thứ quinqueloba)
  - Atractylodes chinensis f. simplicifolia (đồng nghĩa: Atractylis ovata thứ simplicifolia)
- Atractylodes comosa (đồng nghĩa: Atractylis comosa)
- Atractylodes cuneata (đồng nghĩa: Atractylis cuneata)
- Atractylodes erosodentata
- Atractylodes japonica (đồng nghĩa: Atractylodes lyrata thứ ternata): Thương truật Nhật Bản, quan thương truật
  - Atractylodes japonica thứ coriacea
- Atractylodes koreana (đồng nghĩa: Atractylis koreana): Thương truật Triều Tiên
- Atractylodes macrocephala: Bạch truật, đông truật, hạ truật, vân truật, thái bạch truật, oa truật, kê nhãn truật.
- Atractylodes ovata (đồng nghĩa: Atractylodes lancea, Atractylodes lyrata, Atractylis ovata): Thương truật
  - Atractylodes lancea phân loài luotianensis
  - Atractylodes ovata f. amurensis (đồng nghĩa: Atractylodes amurensis)
- Atractylodes rubra

Các loài thương truật và bạch truật được sử dụng trong y học cổ truyền Trung Hoa.